# Erik Wille
Erik Wille (* 28. März 1993 in Frankfurt am Main) ist ein deutscher Fußballspieler.

## Karriere

### Vereine
Wille begann im Jahr 2000 mit dem Fußball in der Jugend des FC Germania 1911 Enkheim und wechselte 2002 in die Jugend von Eintracht Frankfurt. Am 12. Mai 2011 gab der Verein bekannt, dass Wille zusammen mit Julian Dudda und Alexander Hien einen Profivertrag erhält, der ab dem 1. Juli 2012 seine Gültigkeit erhielt. Jedoch kam er in den beiden folgenden Jahren nicht zu einem Einsatz für die Profimannschaft der Frankfurter.
Im Sommer 2014 wechselte Wille in die 3. Liga zum MSV Duisburg. Am 2. August 2014 gab er sein Profidebüt, als er im Spiel gegen die SG Sonnenhof Großaspach für Christopher Schorch eingewechselt wurde. Vier Tage später erzielte Wille im Auswärtsspiel bei einem 4:3-Sieg gegen die zweite Mannschaft des 1. FSV Mainz 05 sein erstes Tor für den MSV. Durch eine wenig später zugezogene Verletzung verpasste er den gesamten weiteren Saisonverlauf, in welchem seine Mannschaftskollegen den Aufstieg in die 2. Bundesliga perfekt machten. 
Im Oktober 2015 wurde bekannt, dass die zuvor erlittene Hüftverletzung das Karriereaus für Wille zur Folge hat; er strebt eigenen Aussagen nach nun ein Management-Studium an. Wille kehrte anschließend in seine hessische Heimat zurück und schloss sich dem Verbandsligisten FC Kalbach an.

### Nationalmannschaft
Wille wurde für die deutsche U-18-Nationalmannschaft berufen, blieb jedoch ohne Einsatz.

## Erfolge
MSV Duisburg
- Vizemeister der 3. Liga und Aufstieg in die 2. Bundesliga: 3. Liga 2015